# Ed de Goey
Eduard "Ed" Franciscus de Goeij, oftast förkortat Ed de Goey, född 20 december 1966 i Gouda, är en nederländsk före detta fotbollsmålvakt. 
Under sin 20 år långa karriär spelade han bland annat för Sparta Rotterdam, Feyenoord, Chelsea och Stoke City. 
de Goey gjorde 31 landskamper för det nederländska landslaget.